# Henri Grünkorn

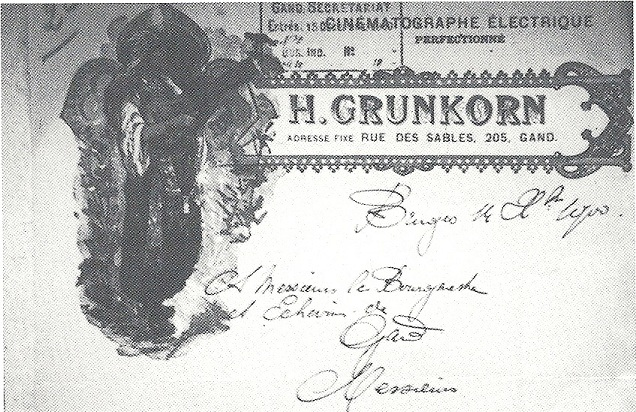
Briefhoofd (1900) van zijn bedrijf toen Henri Grünkorn nog in Gent woonde.

Heinrich Ludwig Grünkorn (1856 – Gent, 23 september 1915) was een Duitse kermis- en filmexploitant die reeds actief was op het einde van 19de eeuw, toen de film een nieuw medium werd en voor velen een eerste kennismaking was. Voordien en sinds 1891 reisde hij rond met zijn mechanisch kunstwerk "De Wereld in het Klein", om het nadien om te vormen tot een filmtheater. Nederland en België waren in de periode van 1897 tot 1908 zijn actieterrein waar hij uitzonderlijke of dagelijkse gebeurtenissen filmde en deze dan ter plaatse en op andere locaties vertoonde. In 1900 liet hij zich inschrijven in Gent nadat hij in 1890 was gehuwd met de Amsterdamse Johanna Sophia Hendrika Ruys (1844-1913). Na haar overlijden was hij nog gehuwd met Catherine Longerstay (1862-1942) uit Zarlardinge.

## Pionier
Zijn eerste apparatuur had Grünkorn aangekocht in Berlijn in 1896 bij Oskar Messter, om vervolgens vertoningen te geven met eigen en aangekocht materiaal. Hij noemde het "Groote vertooning der Bewegende Lichtbeelden", die bij voorkeur plaats had in zijn eigen houten ambulant theater van 7 bij 17 meter. Meestal was dit ter gelegenheid van kermissen, aanvankelijk met een projector of cinematograaf aangedreven door een gasmotor of batterij. Na problemen schakelde hij over op elektriciteit.
Grünkorn stond begin 1897 in Gent op de Halfvastenfoor en kondigde zijn werk aan als: "Voorstelling van levende photographiën, zichten van alle landen, aankomsten van treinen en tram, zichten der zee, serpentijnsche dansen e.d.m.". In 1899 was hij actief in Nederland waar hij vooral in Utrecht en Leiden werd opgemerkt. In 1900 maakte hij de eerste film van de Brugse Heilig Bloedprocessie, die hij dan projecteerde in de andere Belgische steden in Vlaanderen en Wallonië.
Vanaf 1902 ging samenwerken met de Nederlander Willem Fortuin, zijn barak verkocht hij aan concurrent Willem Kruger.